# 24333 Petermassey
24333 Petermassey este un asteroid din centura principală de asteroizi.

## Descriere
24333 Petermassey este un asteroid din centura principală de asteroizi. A fost descoperit pe 5 ianuarie 2000 la Socorro, New Mexico, în cadrul proiectului LINEAR. Asteroidul prezintă o orbită caracterizată de o semiaxă mare de 2,63 ua, o excentricitate de 0,09 și o înclinație de 5,7° în raport cu ecliptica.